# Francisco Hernández (rejero)
Francisco Hernández fue un rejero español que perteneció al foco madrileño, aunque su obra se centra en las provincias de Segovia y Toledo.
En 1596 intervino en la reja de la capilla mayor del monasterio de San Bartolomé de la Vega de Toledo, y en 1617 contrató la reja y púlpitos del Real Monasterio de la Encarnación de Madrid.
En 1618 comenzó la reja renacentista de la capilla de San Andrés de la catedral de Segovia, con el escudo de armas del fundador en la parte superior, y realizada usando como modelo la que hizo en 1594 el rejero Juan de Salamanca, y decorada por Juan del Río.